# Mersalile
Il mersalile è un composto organometallico contenente mercurio. Il suo sale sodico veniva impiegato in passato come diuretico in sostituzione ai diuretici mercuriali come il calomelano, sale inorganico dall'elevata tossicità. Con l'avvento dei diuretici di nuova generazione, più efficaci e molto meno tossici dei mercuriali, l'impiego di questi ultimi è caduto in disuso.

## Meccanismo d'azione
In vivo sia i sali inorganici che i derivati organometallici si ionizzano liberando Hg2+ o formando complessi R-Hg+ in grado di chelare i gruppi sulfidrilici -SH delle proteine adibite al riassorbimento degli ioni presenti nel tubulo renale con conseguente aumento della diuresi per effetto osmotico.